# Hitomi Nakahara
Hitomi Nakahara (jap. 中原ひとみ Nakahara Hitomi; * 1961) ist eine ehemalige japanische Judoka. 1982 wurde sie Weltmeisterschaftsdritte in der Gewichtsklasse bis 48 Kilogramm.
Nakahara siegte 1982 bei den japanischen Meisterschaften. Bei den Weltmeisterschaften 1982 in Paris unterlag sie im Viertelfinale der Britin Karen Briggs. Mit Siegen in der Hoffnungsrunde über die Spanierin Dolores Veguillas und die Polin Joanna Majdan erkämpfte sich Nakahara eine Bronzemedaille. 1983 belegte sie beim ersten Fukuoka Cup ebenfalls den dritten Platz. 1985 erreichte sie bei den Asienmeisterschaften in Kuwait City das Finale und erhielt Silber hinter der Chinesin Li Aiyue.